# 板津直俊
板津 直俊（いたづ なおとし、1888年（明治21年）1月14日 - 1968年（昭和43年）12月15日）は、大日本帝国陸軍軍人。最終階級は陸軍少将。

## 経歴・人物
富山県出身。1911年（明治44年）陸軍士官学校第23期卒業、陸軍歩兵少尉に任官。
1938年（昭和13年）3月に陸軍歩兵大佐・留守第20師団司令部附、翌年の1939年（昭和14年）1月末に歩兵第31連隊留守隊長を経て、大東亜戦争に入ると関東軍隷下に入り、1941年（昭和16年）7月に歩兵第52連隊長（第57師団）、1942年（昭和17年）8月に陸軍少将・第28歩兵団長（第28師団）を歴任。その後、1944年（昭和19年）1月に独立歩兵第10旅団長（第1軍）に転じ、転出した第62師団に代わり、石太線沿線の警備にあたり、終戦を迎えた。
1947年（昭和22年）11月28日、公職追放仮指定を受けた。